# پت گرت
پَت گَرِت (انگلیسی: Pat Garrett; ۵ ژوئن ۱۸۵۰ – ۲۹ فوریهٔ ۱۹۰۸) یک دموکرات اهل ایالات متحده آمریکا بود.